# Henri Amat
Pour les articles homonymes, voir Amat.
Henri Amat est un homme politique français né le 20 août 1813 à Marseille (Bouches-du-Rhône) et mort le 30 mai 1891 à Marseille.

## Biographie
Avocat à Marseille, il s'exile en Italie après le coup d’État du 2 décembre 1851. Conseiller municipal de Marseille en 1865, il est député des Bouches-du-Rhône de 1871 à 1876 et de 1878 à 1881, inscrit au groupe de la Gauche républicaine. Il est le créateur des premières bibliothèques populaires de Marseille.